# Rue Huvelin

Rue Huvelin est un long métrage libanais sorti en 2011 créé, écrit et produit par un nostalgique du mouvement étudiant, Maroun Nassar, et réalisé par Mounir Maasri (en) (New York Actors Studio).

## Synopsis
L'action se passe en 1990. La guerre du Liban prend fin avec la prise du palais présidentiel par les troupes syriennes, entérinant une occupation déjà vieille de 15 ans. Il s'ensuit une période empreinte d’une profonde léthargie parmi la population et l’on pouvait deviner facilement autour de soi comme un insoutenable sentiment de résignation générale. À la rue Huvelin où est localisé le campus de l’université francophone (Université Saint-Joseph de Beyrouth) la plus réputée du Proche-Orient, une dizaine d’étudiants, refusant cette alternative, va guider, à la fin des années 1990, un mouvement de résistance pacifique, au cœur de Beyrouth. C’est le combat entre, d’une part, un choix de style de vie et la passion pour la liberté à différents niveaux d’une bande d’amis et d’une autre part, l’oppression des autorités et l’incrédulité de la société.

## Fiche technique
- Scénariste et producteur : Maroun Nassar
- Réalisateur : Mounir Maasri
- Image : Rupen Vosgimurukian
- Montage : Gladys Joujou
- Son : Florent Lavallée, Rana Eid
- Musique : Christopher Slaski, Alexis Rault
- Durée : 90 minutes

## Distribution
- Charbel Kamel
- Robert Cremona
- Carmen Bsaibes
- Betty Taoutel
- Adel Karam
- Stéphanie Haddad

## Diffusion
Ce film a été présenté aux festivals de Moscou, Montréal et Sao Paulo. Il a été légèrement censuré à sa sortie au Liban en 2011. Le DVD du film est en version intégrale.